# 梁嘉明
梁嘉明（Leung Ka Ming，1988年12月19日—），香港男子劍擊運動員。

## 簡歷
2012年，梁嘉明於亞洲奧運資格賽中奪得男子重劍銅牌，取得代表香港男子重劍參加倫敦奧運資格。
2012年，梁嘉明代表香港參加2012年倫敦奧運男子重劍項目，迎戰2011年世錦賽冠軍保羅·皮佐（Paolo Pizzo），最終以14比15的分數落敗，賽後獲財政司司長曾俊華先生點名讚揚。
2014年9月，梁嘉明代表香港參加南韓仁川舉行的亞運會劍擊比賽。